# 劳滕巴克
劳滕巴克（法語：Lautenbach，发音：[lautənbak] 或 [lautənbax]）是法国上莱茵省的一个市镇，属于坦恩-盖布维莱尔区（Thann-Guebwiller）盖布维莱尔县（Guebwiller）。该市镇总面积13.02平方公里，2009年时的人口为1586人。

## 人口
劳滕巴克人口变化图示